# Zakazane piosenki
Zakazane piosenki (Canções proibidas) é um filme polonês realizado por Leonard Buczkowski. Rodado em 1946 nas ruínas de Varsóvia, foi lançado em 8 de janeiro de 1947.

## Enredo
Contado em forma de flashbacks, o filme relata a história dos habitantes de Varsóvia na luta pelo controle da cidade durante a Segunda Guerra Mundial.